# Until My Last Breath
„Until My Last Breath” este cel de-al treilea disc single lansat de cântăreața finlandeză Tarja Turunen de pe albumul What Lies Beneath (2011).

## Ordinea pieselor pe disc
Versiunea standard
1. „Until My Last Breath” (versiunea single) — 03:48
2. „Still of the Night” (versiunea radio) — 06:33
3. „The Crying Moon” — 03:54